# Principe de primauté
Le principe de primauté du droit de l'Union européenne est le principe selon lequel une norme juridique d'un État membre de l'Union européenne qui se trouve en conflit avec une norme de l'Union européenne doit être écartée par les instances nationales, afin que le droit de l'Union européenne puisse prendre effet. Il garantit la supériorité du droit européen sur les droits nationaux. Le principe de primauté vaut pour tous les actes européens disposant d’une force obligatoire, qu’ils soient issus du droit primaire ou du droit dérivé. De même, tous les actes nationaux sont soumis à ce principe, quelle que soit leur nature (constitution, loi, règlement, arrêté, etc.) et que ces textes aient été émis par le pouvoir exécutif ou législatif de l’État membre. Le pouvoir judiciaire et la constitution des États membres sont également soumis au principe de primauté.
C'est une doctrine juridique qui a émergé de la jurisprudence de la Cour de justice des communautés européennes, et a été reprise par la Cour de justice de l'Union européenne (CJUE). Il est consacré par l'arrêt Costa contre ENEL en 1964. Il est réaffirmé et sa portée est étendue par plusieurs autres arrêts de la Cour de justice[Lesquels ?].

## Dégagement du principe
La consécration du principe de primauté a permis d’affirmer l’immédiateté du droit communautaire mais aussi la primauté de ce droit. Bien qu’il n’existait pas dans le texte des traités, l’arrêt Costa contre ENEL du 15 juillet 1964 no 6/64 a permis de donner au droit communautaire un caractère suprême, supérieur au droit national et même au droit constitutionnel aux yeux des juridictions européennes. Pour la Cour de justice, « cette intégration au droit de chaque pays membres, de dispositions qui proviennent de source communautaire, et plus généralement les termes et l’esprit du traité, ont pour corollaire l’impossibilité pour les États membres de faire prévaloir contre un ordre juridique, accepté par eux sur une base de réciprocité, une mesure unilatérale ultérieure qui ne saurait lui être opposable ».

## Conséquences du principe

### Rapport entre le droit de l’Union et les Constitutions

#### En France
Une solution compromissoire a été adoptée dans l'arrêt du Conseil d'État du 8 février 2007, "Société Arcelor Atlantique et Lorraine et autres". S'il existe un risque qu'une norme de droit dérivée de l'UE soit contraire à la Constitution, le juge administratif français recherche une équivalence entre le principe constitutionnel mis en cause et un principe du droit primaire de l'UE. Si une telle équivalence existe, une question préjudicielle sera envoyée à la Cour de Justice de l'Union Européenne qui opérera un contrôle de conventionnalité au visa du droit primaire de l’UE (écrit ou coutumier) par équivalence et translation au principe constitutionnel mis en cause.
Dans le cas contraire, le compromis faisant échec, le juge administratif français se fonde sur une réserve de constitutionnalité tirée d'une décision du Conseil Constitutionnel du 27 juillet 2006 pour limiter le principe de primauté du droit de l'UE.

### Rapport entre le droit de l’Union et la loi

#### En France
En droit français, le Conseil constitutionnel a estimé que la loi contraire à une directive devait être regardée comme inconstitutionnelle,, estimant, sur le fondement de l'article 88-1, alinéa 1er de la Constitution que "la transposition en droit interne d'une directive communautaire résulte d'une exigence constitutionnelle".

## Sources

## Compléments